# Aviatsa
Aviatsa S. A. de C. V. (legalmente Aerolínea Aviación Tecnológica, S. A.) es una aerolínea hondureña de vuelos chárter que se estableció el 9 de octubre de 2015, luego de obtener un certificado de operador aéreo por parte de la Dirección General de Aeronáutica Civil de Honduras a principios del mismo año.
En febrero de 2024, la aerolínea anunció su intención de abrir una ruta comercial que conectaría las ciudades de La Habana (Cuba) y San Pedro Sula (Honduras).

## Destinos

### Destinos actuales
Aviatsa opera vuelos chárter a los siguientes destinos:
| Países   | Destinos    | Aeropuertos                                 |
| -------- | ----------- | ------------------------------------------- |
| Honduras | La Ceiba    | Aeropuerto Internacional Guillermo Anderson |
| Honduras | Roatán      | Aeropuerto Internacional Juan Manuel Gálvez |
| Honduras | Tegucigalpa | Aeropuerto Internacional Toncontín (HUB)    |

### Futuros destinos
Aviatsa planea volar hacia los siguientes destinos:
| Países   | Destinos       | Aeropuertos                                    |
| -------- | -------------- | ---------------------------------------------- |
| Cuba     | Holguín        | Aeropuerto Internacional Frank País            |
| Cuba     | La Habana      | Aeropuerto Internacional José Martí            |
| Honduras | San Pedro Sula | Aeropuerto Internacional Ramón Villeda Morales |

## Flota

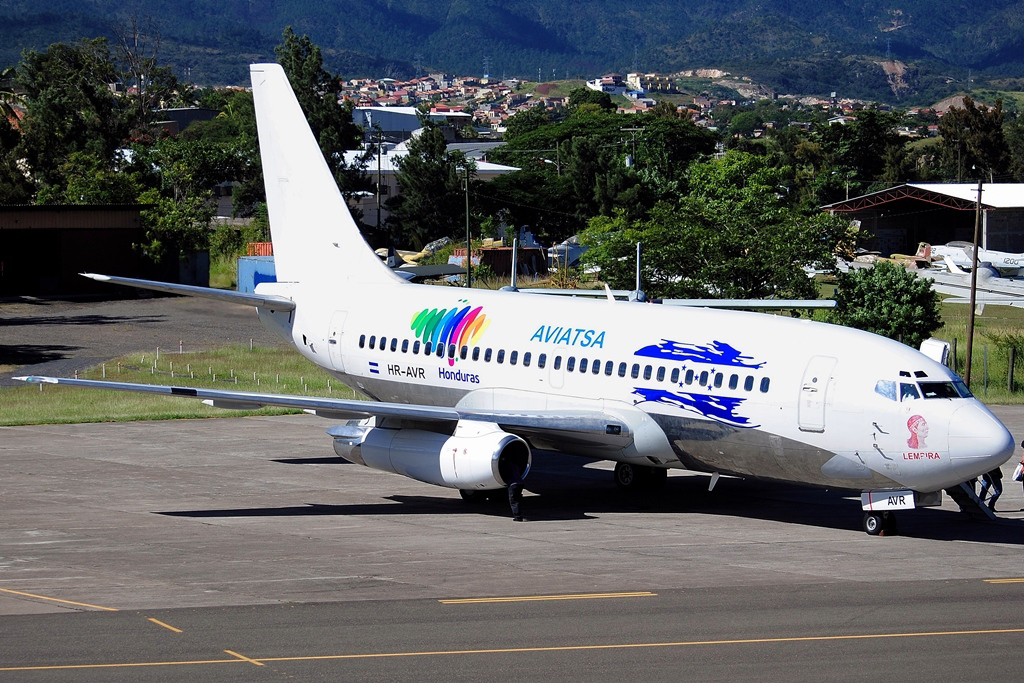
Boeing 737-200 «Lempira» (HR-AVR) en el Aeropuerto Internacional Toncontín de Tegucigalpa, Honduras (octubre de 2016)

Aviatsa opera las siguientes aeronaves:
| Aeronaves      | En servicio | Pedidos | Pasajeros                                          | Matrículas                                         | Antigüedad                                         |
| -------------- | ----------- | ------- | -------------------------------------------------- | -------------------------------------------------- | -------------------------------------------------- |
| Boeing 737-200 | 2           | —       | 120                                                | HR-MRZ «Morazán»                                   | 42 años                                            |
| Boeing 737-200 | 2           | —       | 120                                                | HR-AVR «Lempira»                                   | 40,3 años                                          |
| Total          | 2           | —       | Edad media de la flota (marzo de 2025): 41,1 años. | Edad media de la flota (marzo de 2025): 41,1 años. | Edad media de la flota (marzo de 2025): 41,1 años. |